# Okay (Oklahoma)
Okay és una població dels Estats Units a l'estat d'Oklahoma. Segons el cens del 2000 tenia 597 habitants.

## Demografia
Segons el cens del 2000, Okay tenia 597 habitants, 227 habitatges, i 165 famílies. La densitat de població era de 284,6 habitants per km².
Dels 227 habitatges en un 35,2% hi vivien nens de menys de 18 anys, en un 48,9% hi vivien parelles casades, en un 18,1% dones solteres, i en un 26,9% no eren unitats familiars. En el 23,8% dels habitatges hi vivien persones soles el 10,6% de les quals corresponia a persones de 65 anys o més que vivien soles. El nombre mitjà de persones vivint en cada habitatge era de 2,63 i el nombre mitjà de persones que vivien en cada família era de 3,11.
Per edats la població es repartia de la següent manera: un 30,7% tenia menys de 18 anys, un 8% entre 18 i 24, un 25,6% entre 25 i 44, un 23,8% de 45 a 60 i un 11,9% 65 anys o més.
L'edat mediana era de 36 anys. Per cada 100 dones de 18 o més anys hi havia 92,6 homes.
La renda mediana per habitatge era de 20.385 $ i la renda mediana per família de 23.472 $. Els homes tenien una renda mediana de 21.000 $ mentre que les dones 14.444 $. La renda per capita de la població era de 9.758 $. Entorn del 26,2% de les famílies i el 27,8% de la població estaven per davall del llindar de pobresa.

## Poblacions més properes
El següent diagrama mostra les poblacions més properes.